# کارلوس دیگو فریرا
کارلوس دیگو فریرا (انگلیسی: Carlos Diego Ferreira؛ زادهٔ ۱۸ ژانویهٔ ۱۹۸۵) ورزشکار هنرهای رزمی ترکیبی اهل برزیل است.